# Újlubló
Újlubló (szlovákul: Nová Ľubovňa) község Szlovákiában, az Eperjesi kerület Ólublói járásában.

## Fekvése
Ólublótól 2 km-re délre található.

## Története
1322-ben „Nova Lublo” néven említik először, amikor Drugeth Fülöp szepesi gróf megbízást ad István soltésznak arra, hogy itt az örök haszonbérleti jog alapján falut alapítson. Temploma közvetlenül a falu alapítása után épült. 1342-ben „Neuliubliaw”, 1364-ben „Neulublo”, 1408-ban „Vylyblyo”, „Wylybliou” alakban említik a korabeli források. A lublói váruradalomhoz tartozott. 1408-ban Luxemburgi Zsigmond a várat és uradalmát titkos tanácsosának, Perényi Péternek adta. 1412 és 1772 között az elzálogosított szepesi városokkal együtt Lengyelország része volt.
A 16. században ide is elért a reformáció és a templom az evangélikusoké lett. 1563-ban Zsigmond Ágost lengyel király felszabadította Újlublót az adó- és vámfizetési kötelezettség alól egész Lengyelország területén. 1564-ben a falunak 31 jobbágyportáját jegyezték, zsellérei nem voltak. A templomot 1624-ben szerezték vissza a katolikusok. A templomon kívül 1728-ban ispotály is működött itt a szegények számára. 1758-ban 87 jobbágy, 23 zsellér és 3 vagyontalan család élt a településen. Lakói közül 328 gyermek volt.
Újlublót 1772-ben, a Magyarországhoz való visszakerülése után a Probstner család szerezte meg. Ekkor 112 jobbágytelekkel rendelkezett, melyek nagysága háromnegyed és egy nyolcad között váltakozott, a zselléreknek 9 házuk volt. Rajtuk kívül az egyháznak is adózott 7 jobbágy, 3 zsellér és 4 vagyontalan család. 1786-ban német telepesek érkeztek. 1828-ban 182 ház volt a faluban 1312 lakossal, akik főként mezőgazdasággal foglalkoztak.
Fényes Elek 1851-ben kiadott geográfiai szótárában így ír a faluról: „Uj-Lublyó, tót falu, Szepes vmegyében, közel a gallicziai határhoz, Késmárktól 3, Lőcsétől 8 óra. Fekszik rónán s hegy oldalon. A föld középszerü, keresztűl foly egy Jakubjanka nevü patak. Van 1100 római kath. lakosa, paroch. temploma, 41 egész urb. telke. Az uraságnak erdőn kivül van 200 hold földe, s ettől tartozott a lelkésznek tizedet fizetni. Van a helységben 2 vasgyár, pálinkaház, több tisztilak. E helység határában találtatik a hires lublyói savanyuviz-forrás és fördő. Fekvése a földnek valóban regényes, kellemes erdőktől környezve. A fördő-épületek csinosak; az élelem olcsó; szép vendégfogadó, derék angol kert egy tóval, kényelmet és kedves mulatságot adnak a fördő-vendégeknek. A fördés ideje leginkább julius kezdetétől aug. végéig. A falu és fördő birtokai Probstner András és Adolf.”
A trianoni diktátum előtt Szepes vármegye Ólublói járásához tartozott.
A falu mezőgazdasági jellegét később is megőrizte, de számos lakója dolgozott építkezéseken szerte az országban. 1928-ban a falu egy része leégett.

## Népessége
| Év:            | 1994. | 2004.    | 2014.   | 2024.   |
| -------------- | ----- | -------- | ------- | ------- |
| Emberek száma: | 2437  | 2738     | 2949    | 3032    |
| Eltérés:       |       | +12,35 % | +7,70 % | +2,81 % |

| Év:            | 2023. | 2024.   |
| -------------- | ----- | ------- |
| Emberek száma: | 3012  | 3032    |
| Eltérés:       |       | +0,66 % |

1910-ben 902, túlnyomórészt szlovák lakosa volt.
2001-ben 2637 lakosából 2584 szlovák és 39 cigány volt.
2011-ben 2888 lakosából 2747 szlovák, 19 ruszin és 12 cigány.

## Nevezetességei
- János evangélistának szentelt római katolikus temploma 1322 után épült gótikus stílusban, 1615-ben, 1857-ben és 1934-ben megújították.
- Szűk, mély völgyben, egy fenyves erdő közepén terül el fürdője, amely két bő szénsavtartalmú gyógyforrásból táplálkozik. A források melletti kápolnát Révay szepesi püspök építtette.